# Шилка
Шилка (рус. Шилка) град је у Русији у Забајкалском крају. Према попису становништва из 2010. у граду је живело 13947 становника.

## Становништво
| 1939.  | 1959.  | 1970.  | 1979.  | 1989.  | 2002.  | 2010.  |
| ------ | ------ | ------ | ------ | ------ | ------ | ------ |
| 17.282 | 16.805 | 16.065 | 17.198 | 18.057 | 14.748 | 13.947 |